# Buda
För andra betydelser, se Buda (olika betydelser).

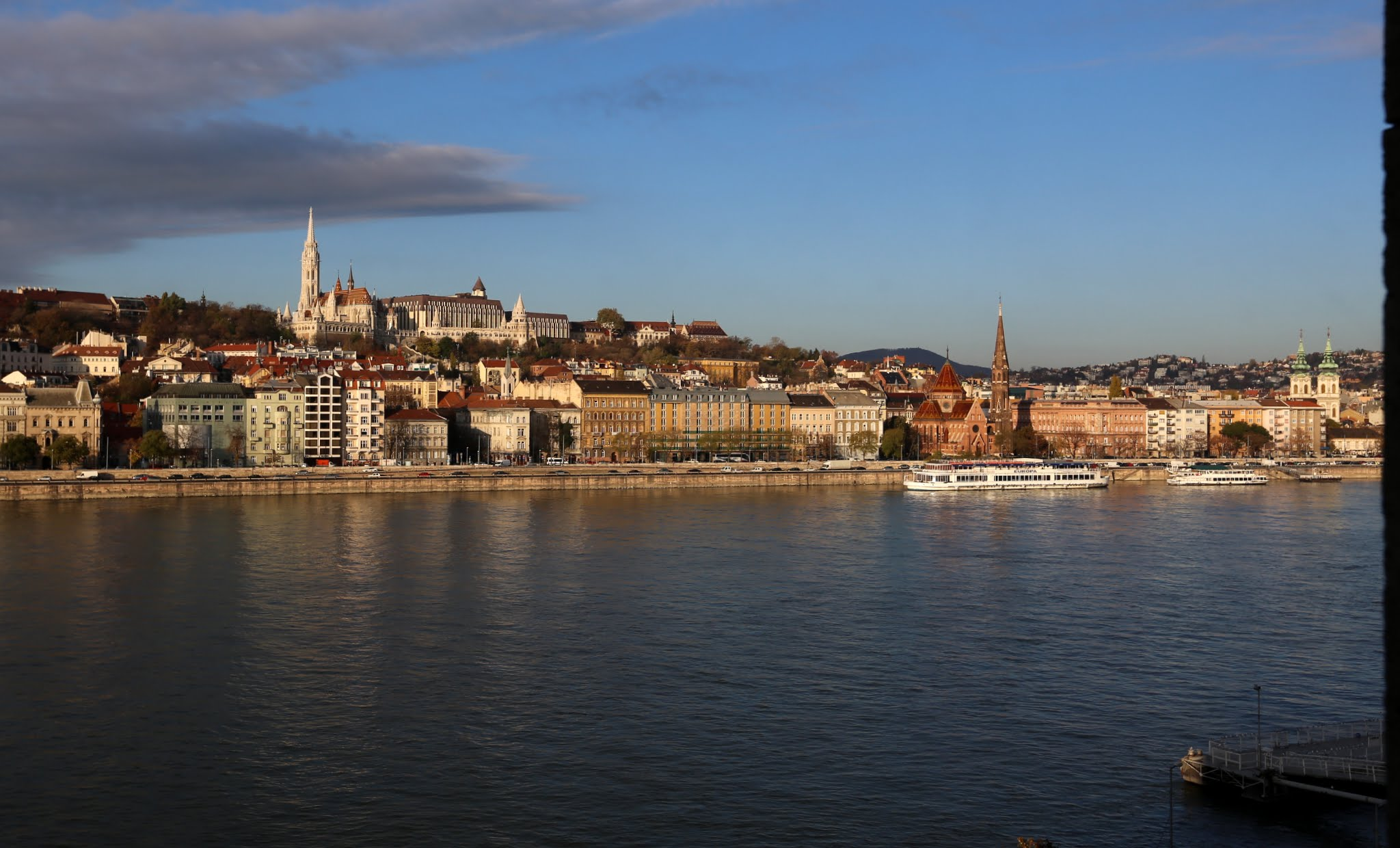
Buda med slottskullen, sett från Pest på andra sidan Donau.

Buda (tyska: Ofen, turkiska Budin) är den västra delen av Ungerns huvudstad Budapest och är belägen på floden Donaus västra bankar. Namnet kommer av den hunniska regenten Bleda, som kallas just Buda på ungerska. Vid Donaus motsatta, östra sida ligger den tidigare särskilda staden Pest.
Buda utgör ungefär en tredjedel av Budapests territorium, och är till skillnad från Pestsidan kuperat. Bland sevärdheterna finns Budaslottet och Citadella.

## Historia

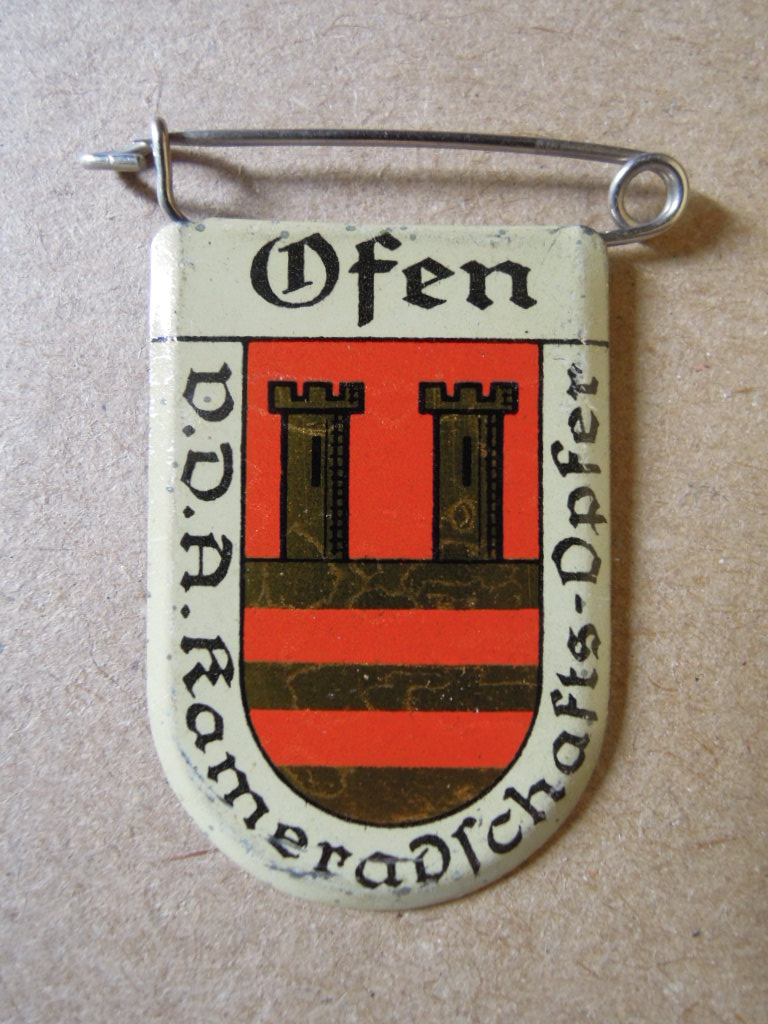
Tyskt märke med namnet "Ofen"

1873 sammanslogs de tre städerna Pest, Buda och Óbuda till en ny huvudstad, som i början kallades Pest-Buda och senare fick namnet Budapest. Denna sammanslagning var i princip möjlig först efter att Kedjebron 1849 kunde binda samman de båda sidorna eftersom floden är så bred. Denna bro var den första bron över Donau som byggdes nerströms Regensburg, där Donau är betydligt smalare.
Buda går tillbaka på en romersk koloni Aquincum (den vattenrika), anlagd på platsen för en keltisk boplats under 100-talet e. Kr. Rester efter en amfiteater, bad och tempel finns på platsen. 1241 brändes Buda av tatarerna men återuppbyggdes av Béla IV av Ungern. En kraftig invandring av tyskar ledde till att staden växte fram till en av Ungerns största, och 1361 blev Buda Ungerns huvudstad. 1541-1686 tillhörde Buda Osmanska riket och gick då starkt tillbaka. Gynnad av Maria Teresia av Österrike och Josef II fick dock staden åter ett uppsving, men hamnade snart i skuggan av Pest.

## Demografi
Då Pest oftast var ungerskt fram till 1400-talet, hade Buda en tyskspråkig majoritet, men kom snart att assimileras bland ungrare och serber. Då landsbygdsbefolkningen flyttade in i staden under 1800-talet, kom ungrare snart även att utgöra majoriteten i Buda.

## Vänorter
- Capestrano, Italien

### Fotnoter
1. ↑  ”BUDA férfi keresztnév - jelentése, névnapja, eredete”. Arkiverad från originalet den 15 januari 2013. https://web.archive.org/web/20130115141402/http://www.keresztnevek.hu/jelent%C3%A9se/BUDA/. Läst 1 oktober 2012.
2. ↑  Csuka Zoltán Városi Könyvtár, Érd
3. ↑  ”BUDA jelentése”. Arkiverad från originalet den 25 mars 2012. https://web.archive.org/web/20120325034951/http://www.szegedlive.hu/nevek/buda.php. Läst 1 oktober 2012.
4. ↑  Svensk uppslagsbok, andra upplagan 1947
5. 1 2  ”Budapest” (på ungerska). A Pallas Nagy Lexikona. http://www.mek.iif.hu/porta/szint/egyeb/lexikon/pallas/html/016/pc001672.html#9. Läst 3 november 2009.